# AfriForum
AfriForum est une organisation non gouvernementale sud-africaine de défense des droits civiques de la communauté afrikaner, étendue à d'autres minorités, individus ou groupes sociopolitiques d'Afrique du Sud.
Émanation du syndicat afrikaans Solidariteit et membre du réseau solidarité, AfriForum a été fondée en 2006 pour porter la défense de la culture afrikaner et de ses intérêts en tant que groupe ethnique minoritaire d'Afrique du Sud.
Fonctionnant à la fois comme un lobby et un think tank, AfriForum dispose de ses propres enquêteurs, publie des rapports, organise des campagnes de pétitions et le cas échéant engage des poursuites judiciaires devant les tribunaux sur des sujets touchant spécifiquement la communauté afrikaans (réforme agraire, discrimination positive, attaques contre les fermiers, sujets culturels...) ou sur des sujets plus larges d'intérêts communs (lutte contre la corruption, la criminalité, la violence, sur le droit d'accès à l'eau potable...). L'ONG vise aussi plus largement à mobiliser dans le débat public les groupes ethniques minoritaires d'Afrique du Sud et à développer l'autosuffisance des communautés.
Ses modes d'action et ses motivations sont cependant contestées par ses opposants qui y décèlent une vision réactionnaire et nostalgique de l'apartheid, avec pour conséquence la création d’institutions parallèles à celles de l'Etat permettant notamment le maintien d'une influence qui serait démographiquement disproportionnée des Blancs dans la vie publique sud-africaine.
Présidé par Kallie Kriel, AfriForum compte aux environs de 315 000 membres et dispose d'une aile jeunesse (AfriForum Jeug), active dans les universités.

## Historique
La création d'AfriForum en 2006 s'inscrit dans le cadre de l'Afrique du Sud post-apartheid et de la redéfinition de l'identité afrikaner en tant que minorité ethnique au sein d'une société multiraciale et multiculturelle. Si certains Afrikaners se tournent complètement vers la culture anglophone sud-africaine et renient leur origine ethnolinguistique, d'autres s'attachent à leur identité qu'ils perçoivent comme menacée par les politiques (économiques, culturelles, linguistiques) menées par un gouvernement sud-africain qu'ils estiment hostile à l'afrikaans et qui les traite, selon eux, en citoyens de seconde classe quand il ne nie pas leur africanité. Ainsi, plusieurs activistes tels Dan Roodt entreprennent d'alerter régulièrement leur communauté pour défendre activement leur identité et spécificité afrikaans contre l'avancée de la langue et culture anglaise dans l'éducation, l'édition, l'administration et l'entreprise (Roodt évoque notamment le risque d'un génocide culturel de leur communauté). L'historien Hermann Giliomee (ancien opposant à l'apartheid) évoque de son côté la frustration et la désillusion sans cesse croissante des Afrikaners qui s'estiment aliénés dans l'Afrique du Sud post-apartheid notamment par les politiques de quotas et de discriminations positives. Giliomee note particulièrement l'impact du traitement réservé à la langue afrikaans, évincée des écoles  publiques et des universités et remplacée par l'anglais, y compris dans les autres secteurs publics, devenant de facto la lingua franca d'un pays qui compte 11 langues officielles. Pour Giliomee, la vitalité des Afrikaners en tant que communauté distincte peut leur permettre de relever les défis, de se réinventer et de ne pas disparaitre.
C'est dans ce contexte de questionnement identitaire que le syndicat Solidariteit se constitue au début des années 2000 dans le secteur professionnel pour défendre les intérêts des Afrikaners et de la communauté de langue et culture afrikaans. Mais il ne peut mener en son nom un projet qui va bien au-delà d'une activité syndicale. À son initiative est créé AfriForum en 2006 pour étendre son action à la défense des droits civiques et culturels de la communauté afrikaans.
Au début des années 2010, AfriForum rejoint une quinzaine d'organisations, indépendantes ou autonomes, issues ou partenaires de Solidariteit, au sein d'un réseau d'entraide communautaire, le mouvement Solidarité, dans le cadre de la renaissance d'un nouvel activisme afrikaner s'inspirant des différentes institutions d'entraides créées au début du XXe siècle (helpmekaar, reddingsdaadbond, etc.).
AfriForum devint en quelques années la plus importante organisation afrikaner d'Afrique du Sud en nombre de membres (environ 7% de la population afrikaner est affilié) tandis que le réseau Solidarité comptait pour sa part 340 000 membres en 2015.

## Composition et organisation

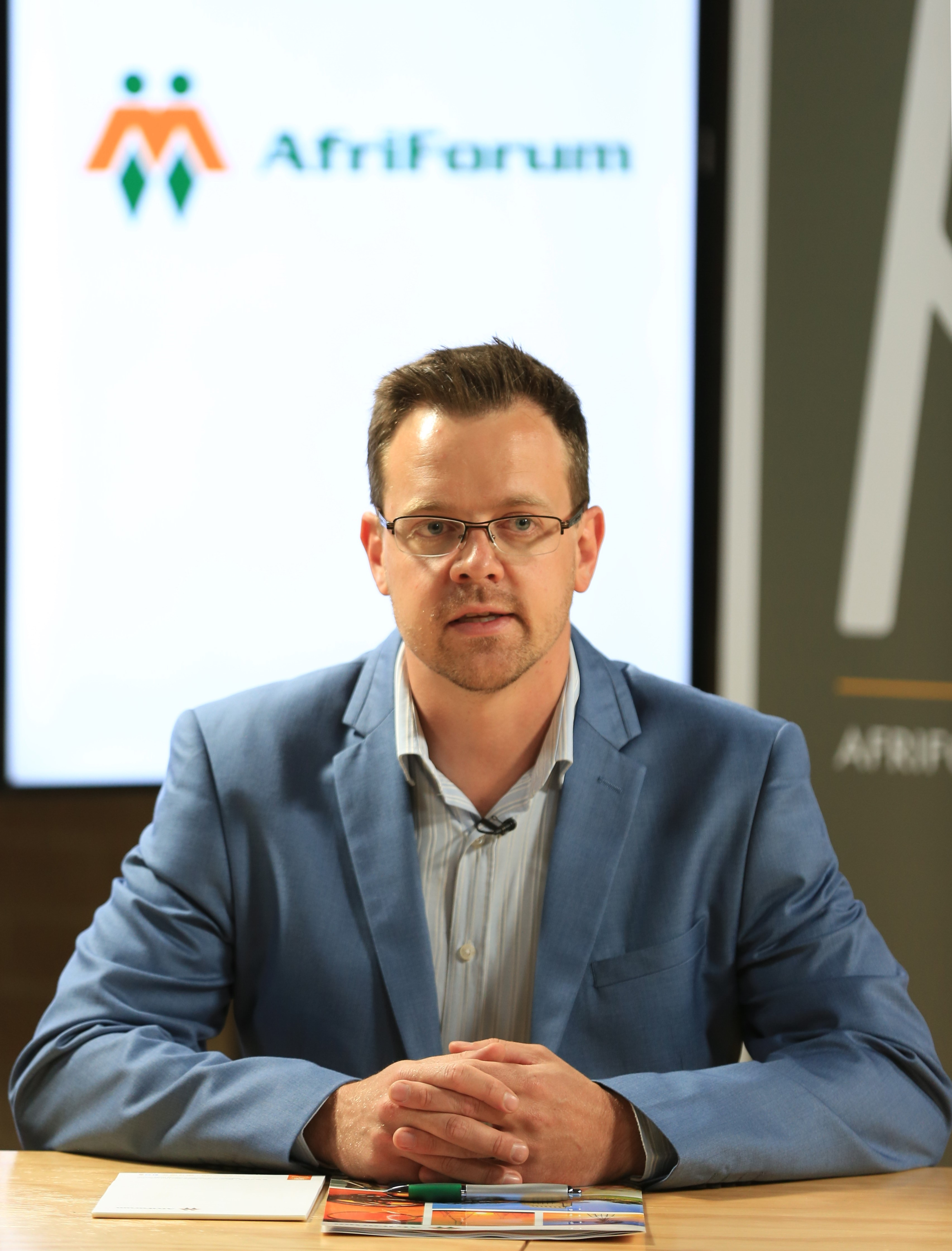
Ernst Roets, vice-président d'AfriForum

Comprenant une quinzaine de filiales locales, AfriForum est un mouvement prônant la décentralisation. L'organisation est dotée d’une charte des droits civils établissant des droits fondamentaux pour les minorités (à commencer par la minorité afrikaans) et dont la protection est estimée indispensable, dans le cadre constitutionnel, pour le développement de communautés autosuffisantes en Afrique du Sud. Pour AfriForum, protéger les minorités permet de se prémunir d'une éventuelle tyrannie de la majorité et de garantir l'autosuffisance des communautés. L’organisation a ainsi dans ce cadre développé toute une gamme de prestation de services alternatifs visant à se substituer aux institutions étatiques ou municipales défaillantes et à faciliter les actions de groupe ou la production de rapport ou d'études thématiques.
Selon les dirigeants d'AfriForum, ses membres affiliés sont très majoritairement des Afrikaners (90% en 2015).
L'ONG comprend plusieurs départements sectoriels dont un département consacré aux enquêtes et poursuites judiciaires (comprenant 200 avocats) pouvant se porter partie civile et ester en justice. Dirigé depuis 2017 par Gerrie Nel, ancien procureur de l'État, il a notamment permis à AfriForum d'étendre son action au-delà des préoccupations spécifiques de la communauté afrikaans pour traiter des affaires d'intérêt général comme la lutte contre les violences, contre la criminalité, la corruption, le braconnage, les squats et pour la délivrance des prestations de service (eau, électricité, etc.).
Chaque année, l'ONG publie un rapport.
Ses principaux dirigeants sont Kallie Kriel (CEO) et Ernst Alex Roets (vice-président).
Le siège social de l'ONG est situé Union Street, quartier de Kloofsig, à Centurion.

## Interventions d'AfriForum

### Réforme agraire
AfriForum intervient d'abord sur des sujets concernant la communauté afrikaans comme les projets de réforme agraire, en particulier contre les expropriations sans compensation,.
En 2018, dans le cadre de ce débat sur les terres, et sur la constatation partagée de l'existence d’intérêts mutuels, AfriForum conclut des accords de coopération pour la défense de la propriété foncière avec d'une part le roi zoulou, Goodwill Zwelithini kaBhekuzulu, et d'autre part Patrick Lekota, le chef du Congrès du peuple pour réaliser des campagnes communes contre les projets gouvernementaux d'expropriations des terres sans compensation,,.
Au niveau régional, AfriForum a défendu une vingtaine de fermiers blancs expropriés au Zimbabwe et obtenu gain de cause contre le gouvernement du Zimbabwe devant les tribunaux d'Afrique du Sud,.

### Campagnes nationales et internationales sur les attaques de fermes
Afriforum mène des actions de lobbying international, en particulier concernant les attaques de fermes, sujet sur lequel l'organisation a concentré, en Afrique du Sud, une partie importante de ses campagnes depuis 2013 au côté de la défense de l'afrikaans et de la lutte contre les politiques de discrimination positive.
Dans son rapport intitulé « The Revival of Racial Classification in Post-Apartheid South Africa » et présenté en 2012 au Forum sur les questions relatives aux minorités des Nations-unies, AfriForum affirme que les Afrikaners et les Blancs sud-africains de manière plus générale, sont « continuellement présentés par le gouvernement comme les boucs émissaires de tous les maux qui frappent le pays » et dénonce les déclarations de certains dirigeants de l'ANC tels que ceux de Ronald Lamola affirmant que « la sécurité des Afrikaners ne peut être garantie à moins qu'ils ne rendent leur terre sans demander de compensation »,,. L'année suivante, Afriforum dépose un nouveau rapport au forum des Nations-unies sur le sujet et déplore que le gouvernement sud-africain considère les attaques de fermes comme un type de crime normal et non un crime de type unique, en raison notamment de leur violence et de l’isolation des fermes, qui nécessiterait, selon AfriForum des mesures spécifiques comme dans le cas de la lutte contre le braconnage.
Depuis octobre 2020, AfriForum est enregistré auprès du Conseil économique et social des Nations unies (ECOSOC), en tant qu’ONG dotée d’un statut consultatif spécial, et entend participer aux débats internationaux relatifs aux expropriations sans compensation, aux attaques de ferme, à la corruption et aux droits des minorités.

### Culture et éducation: le paradigme afrikaans

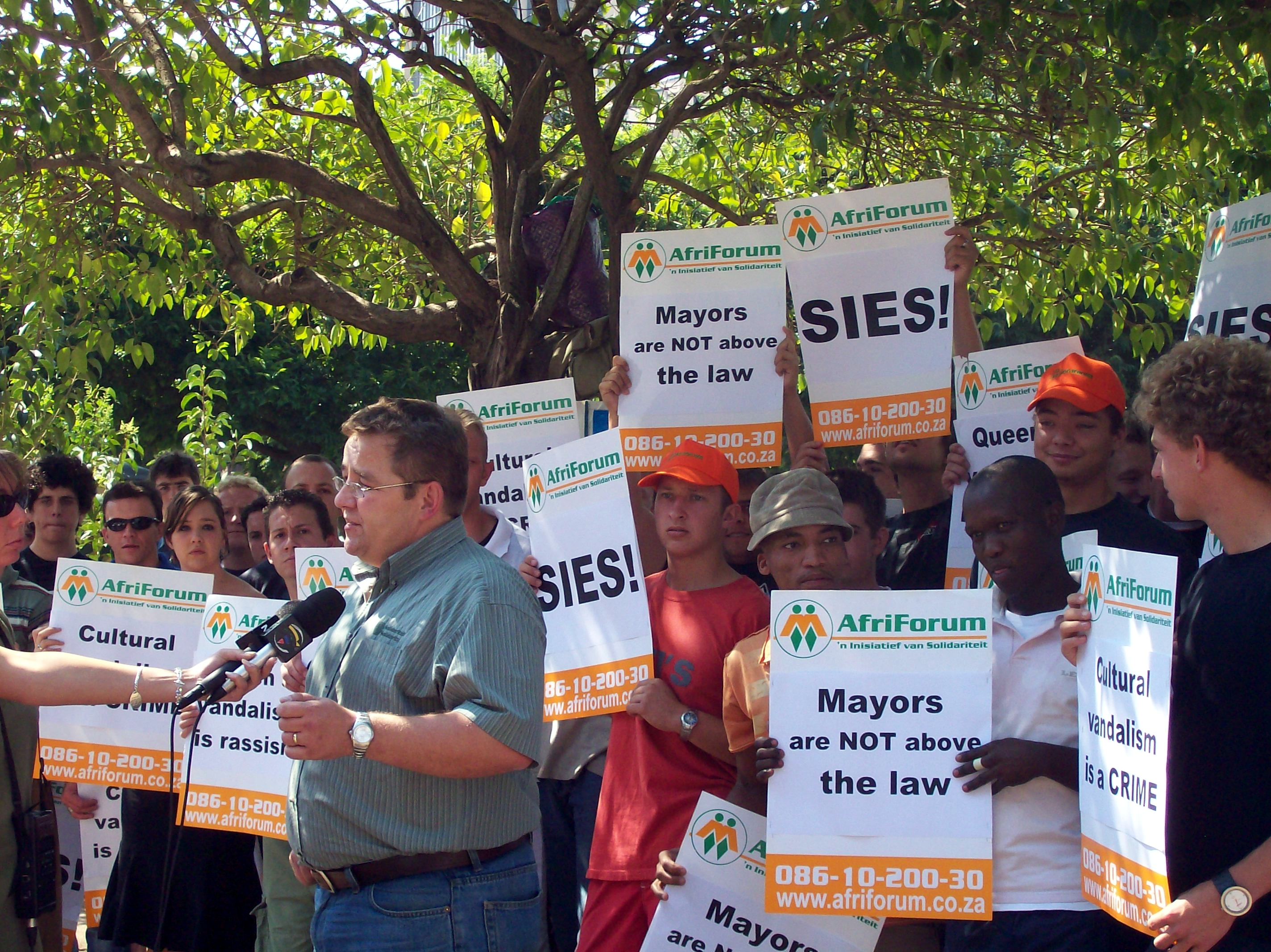
Rassemblement d'AfriForum à Pretoria en 2008

AfriForum s'engage régulièrement dans la défense des toponymes afrikaans, comme durant les années 2005-2015 pour conserver le nom de Pretoria et contre l'adoption de nouveaux noms pour ses rues. En 2020, il objecte à tout retrait de l'espace public des statues et de diverses œuvres d'art coloniales ou de l'époque d'apartheid commémorant l'histoire sud-africaine, et en particulier celle des Afrikaners, ainsi qu'au projet de les concentrer dans un parc à thème sur le modèle du Memento Park de Budapest.
Dans le secteur éducatif, l'organisation dénonce un processus d’uniformisation linguistique des universités au profit de l'anglais et fait campagne pour promouvoir le droit des minorités ethnolinguistiques du pays à un enseignement dans leur langue maternelle et maintenir l'enseignement en afrikaans dans les universités sud-africaines historiquement de langue afrikaans.

### Environnement, biodiversité et développement durable
Sur le plan environnemental, AfriForum s'est prononcé contre la fracturation hydraulique et s'est joint à d'autres groupes de pression pour s'opposer à la délivrance par le gouvernement de licences d'exploration de gaz de schiste dans le désert du Karoo.
L'organisation a également participé aux poursuites judiciaires contre les auteurs de braconnage de rhinocéros et contre le commerce des cornes de rhinocéros.

### Lutte contre la corruption
Sous la pression des enquêteurs et des avocats d'AfriForum, des poursuites ont été engagées par l'État contre Jacob Zuma et les frères (Atul, Rajesh et Ajay) Gupta,, soupçonnés de corruption et de pots-de-vin pour obtenir des contrats gouvernementaux.
En 2020, le gouvernement du Botswana a mandaté AfriForum afin de le représenter dans l'affaire de blanchiment d'argent impliquant la femme d'affaires Bridgette Motsepe-Radebe, épouse de Jeff Radebe et belle-sœur du Président Cyril Ramaphosa,,.

### Affaires communautaires et gouvernements locaux
Dans le cadre de son programme d'encouragement à l'autonomie des communautés sud-africaines, AfriForum a pu, à plusieurs reprises, ester en justice contre les municipalités afin que celles-ci pourvoient aux prestations de services auxquelles ont droit les résidents (droit d'accès à l'eau potable et à l'électricité notamment),,. AfriForum a également assisté diverses communautés dans des affaires de squats ,,,, ou sur des affaires d'arrestations supposées arbitraires et de soupçon de maltraitance sur enfant par des fonctionnaires municipaux,.

### Criminalité et violences
En 2016, dans le cadre du débat sur la lutte contre la criminalité en Afrique du Sud, AfriForum a publié avec l'Institut sud-africain des relations raciales un rapport intitulé Gagner la guerre contre le crime en Afrique du Sud: une nouvelle approche de la police communautaire dans lequel les deux organisations proposent des solutions locales, reposant sur des partenariats entre police, les communautés et les sociétés de sécurité privées,.
Se substituant à plusieurs reprises à l'autorité nationale des poursuites (NPA), le parquet sud-africain, régulièrement critiqué dans les médias pour sa proximité avec le pouvoir, en particulier lors de la présidence de Jacob Zuma, le département de poursuites judiciaires d'AfriForum a été à l'initiative de plusieurs poursuites civiles ou pénales contre des personnalités locales ou régionales. Ainsi, au nom de Gabriella Engels, AfriForum s'est porté partie civile contre Grace Mugabe, la première dame du Zimbabwe, accusée d'avoir agressé dans un hôtel de Sandton cette jeune mannequin sud-africaine,(son immunité diplomatique, accordée par le gouvernement sud-africain, sera finalement levée par un tribunal sud-africain, un mandat d'arrêt prononcé, mais le dossier bloqué par le ministère sud-africain de la justice). Ce département d'AfriForum a aussi constamment fait pression pour relancer les poursuites qui ont abouti à l'arrestation de suspects dans le meurtre de Senzo Meyiwa, l'ancien gardien de but des Orlando Pirates ,,. AfriForum a également été à l'initiative, au nom des familles des victimes et à la place du parquet, d'une plainte au civil pour homicide involontaire contre Duduzane Zuma, le fils du président Jacob Zuma, finalement relaxé.
À l'inverse, le département des enquêtes et des poursuites judiciaires d'AfriForum, agissant en qualité de défenseur, a obtenu en appel l'acquittement de deux fermiers blancs, accusés du meurtre d'un adolescent noir de Coligny.

## AfriForum Jeug (aile jeunesse)
L'aile jeunesse d'AfriForum se nomme AfriForum Jeug et est active au sein des universités sud-africaines. AfriForum Jeug s'est prononcée pour le droit à l'enseignement dans sa langue maternelle, contre l'ingérence politique dans les affaires étudiantes et contre les politiques de discrimination positive dans les universités. Le mouvement a été particulièrement actif à l'Université de Pretoria à partir de 2016, lors des manifestations contre l'abandon de l'afrikaans comme langue officielle d'enseignement au profit de l'anglais,,.
En 2012, elle a exprimé sa solidarité avec le South African Progressive Civic Organisation (Sapco) de la communauté Khoisan en tant que groupe ethnique minoritaire.
En août 2016, huit étudiants d'AfriForum Jeug ont été suspendus en première instance pour des infractions au protocole électoral lors des élections du Conseil des représentants des étudiants de l'Université de Stellenbosch, suspension qui, in fine, a été annulée en appel.

## Critiques
Les interventions et les motivations d'AfriForum sont contestées, en particulier par la ligue de jeunesse du Congrès national africain qui l'accuse de suprémacisme blanc et de vouloir défendre des « privilèges de Blancs » mais aussi par d'autres opposants politiques tels que Julius Malema, que l'ONG a déjà fait condamner pour des propos haineux et qu'elle poursuit de nouveau en 2020, par le mouvement Black First Land First, qui considère AfriForum comme l'ennemi du peuple noir, mais aussi par des membres de la communauté universitaire et du secteur des médias.
En 2012, la Commission pour la promotion et la protection des droits des communautés culturelles, religieuses et linguistiques critique la campagne d'AfriForum intitulée (en anglais) « Save Afrikaans schools » mise en place à la suite de la décision du Département de l'éducation de base du Gauteng de contraindre trois écoles de langue afrikaans de Fochville à renoncer à leur statut d'écoles de langue afrikaans,.
Pour Ferial Haffajee, journaliste et rédacteur en chef à City Press en 2010, AfriForum est un « excellent groupe de pression doté d'un sens de la stratégie et de la tactique » mais il doit sortir de son laager et apprendre le partage avec les autres communautés. Soulignant que les Afrikaners ont bénéficié aussi par le passé d'un système particulier de quotas (l'apartheid), elle trouve étonnant que les mêmes s'offusquent des politiques de discrimination positive mises en place au profit des autres communautés, qui sont aussi l'une des conséquences de la réconciliation et de la paix raciale négociée au début des années 90. Pour Hein Willemse, ancien militant anti-apartheid et professeur de littérature afrikaans à l’Université de Pretoria, « Afriforum, c’est un Etat parallèle, c’est un Etat dans l’Etat », des « nationalistes et des opportunistes qui cherchent à défendre les intérêts blancs » et instrumentalisent l’afrikaans dans ce but. Le journaliste Pieter du Toit abonde sur cette puissance parallèle quasi-institutionnelle d'AfriForum, une « organisation riche », influente et « idéologiquement cohérente » qu'il compare à une variante sud-africaine de l'alt-right américaine notamment pour ce qu'il considère être son biais ethnique, sa « méfiance envers le gouvernement » ou encore pour l'hostilité qu'elle aurait envers l'immigration et « les valeurs libérales ou progressistes ».
Pour Somadoda Fikeni, analyste politique de l'Université d'Afrique du Sud, AfriForum est d'autant plus sensible aux thématiques touchant à la langue afrikaans et à l'agriculture que c'est autour de ces deux thèmes que la nation afrikaner s'est construite. Y toucher provoque une crise existentielle pour cette partie de la population sud-africaine que représente AfriForum et qui se sent assiégée (mentalité du laager). Ne pouvant se résoudre à un changement de paradigme, elle se replie sur la défense de ses privilèges, s'opposant alors à des redistributions qu'elle estime injuste et que d'autres estiment nécessaires pour pouvoir remédier aux torts du passé.
Avant de tenir des propos plus nuancés en 2021 et souhaiter davantage d'organisations comme AfriForum et Solidarité pour pallier les déficiences des services publics dans les communautés, l'éditorialiste Max du Preez, qui fut le fondateur de Vrye Weekblad, qualifiait AfriForum de mouvement « politique identitaire réactionnaire », dominant totalement le discours sociopolitique des Afrikaners et qu'il était difficile, pour un Afrikaner, de critiquer sans se faire « diaboliser, insulter, rabaisser et même menacer ». Il mentionnait un niveau d'intolérance chez les partisans d'AfriForum que l'on ne retrouvait ailleurs que chez les militants des Economic Freedom Fighters. Ainsi, en 2018, une professeur en droit immobilier et foncier de l'université du Nord-Ouest, Elmien du Plessis, qui avait contesté le bienfondé de la campagne d'AfriForum menée aux États-Unis sur les attaques de fermes, est l'objet, avec sa famille, de menaces anonymes après qu'Ernst Roets lui ait répondu et l'ait fortement mise en cause, voire indirectement menacée, dans une vidéo publiée sur YouTube,. Dans un autre cas, survenu en 2016, AfriForum est débouté par la Haute Cour du Cap-Occidental de sa demande visant à supprimer un message publié par un activiste local, Johan Pienaar, mentionnant sur Facebook que l'organisation soutiendrait, menacerait ou inciterait au viol après que certains de ses partisans aient menacé d'agresser ou de violer des militantes des Economic Freedom Fighters qui, dans le cadre d'une campagne de sensibilisation sur la culture du viol, avaient tenté de mettre à bas la statue de Jan Marais à l’université de Stellenbosch. Le juge débouta AfriForum au nom de la liberté d'expression, estimant que les réseaux sociaux avaient droit à une certaine latitude pour décrire une confrontation entre AfriForum et d'autres étudiants sur le campus,,.
Tout en reconnaissant le professionnalisme et l'expertise d'AfriForum, ainsi que son influence dominante au sein de la communauté afrikaner, Frans Cronje, qui coopère par ailleurs souvent sur certaines thématiques communes avec l'ONG au titre de l'institut sud-africain des relations raciales (SAIRR), déplore toutefois les tentations  hégémoniques et les pressions destabilisatrices des dirigeants ou de certains dirigeants d'AfriForum et du mouvement Solidarité vis à vis des autres organisations et think tanks sud-africains tels que SAIRR, pour que ces derniers s'alignent derrière leur vision politique et sociale de l'Afrique du Sud.
Les dirigeants, ou certains dirigeants, d'AfriForum ont aussi été accusés de nostalgies envers l'apartheid et de nier les crimes commis pour sa mise en œuvre. Ernst Roest a répondu que son organisation condamnait l'apartheid et toutes les discriminations et atrocités commises durant la période où cette politique était appliquée mais, citant Alan Paton, réfute, toute similitude possible avec des crimes contre l'humanité comme ceux commis sous le nazisme, arguant notamment qu'il n'y avait eu aucun génocide de la population noire d'Afrique du Sud mené par le gouvernement de l'État sud-africain. Dans le cadre de ces accusations, Kallie Kriel a remporté en 2019 son procès en diffamation contre Andile Mngxitama, du mouvement Black First Land First, qui l'accusait notamment de tenir des propos haineux et nostalgiques de l'apartheid,.

### Les cas de «Fake news»
Les services juridiques d'AfriForum saisissent régulièrement le médiateur de presse lorsque l'ONG estime être victime de diffamation par voie de presse afin d'obtenir un droit de réponse ou le plus souvent la condamnation déontologique de l'éditeur et la publication d'excuses publiques. 
Ainsi, des articles de presse ont mentionné qu'AfriForum soutenait l'existence d'un « génocide blanc » en Afrique du Sud mais cette affirmation, mainte fois relayée dans plusieurs articles de presse à l'international, s'est révélée inexacte quand elle était attribuée à AfriForum. À l'invitation du Médiateur de presse et à la suite d'une procédure contradictoire, le Mail and Guardian à l'origine de cette attribution à AfriForum, s'est publiquement excusé auprès de l'ONG pour lui avoir attribué une fausse déclaration ainsi que pour « les dommages éventuels que cela pouvait causer à sa réputation »,. Dans une autre procédure, le médiateur, constatant une grave violation du code déontologique, contraint le Huffington Post (et son rédacteur en chef Pieter du Toit) à publier des excuses publiques auprès d'AfriForum pour lui avoir faussement attribué des propos et des actions tenus par une organisation distincte (Solidariteit). Le journal News24 a également été contraint par l'Ombudsman de publier des excuses à AfriForum pour une présentation erronée des propos du vice-président d'AfriForum. En juin 2020, City Press (News24) est contraint de formuler des excuses publiques pour un autre cas de fake news, en l’occurrence un article de Mondli Makhanya mentionnant notamment qu'AfriForum portait devant l'opinion publique internationale l'accusation selon laquelle le gouvernement sud-africain de l'ANC voulait saisir toutes les terres appartenant aux blancs et commettre un génocide.

## Entités créées par AfriForum
- De Goede Hoop, résidence universitaire privée, chrétienne et afrikaans pour les étudiants et étudiantes de l'Université de Pretoria, créée par AfriForum en 2017 ;
- Forum Films, une société de production de court, moyens et longs métrages en afrikaans pour la télévision et le cinéma, lancé officiellement le 30 août 2016;